# Фердинанд Вегерер
Фердинанд Вегерер (нім. Ferdinand Wegerer; 9 серпня 1917, Нойзідль — 8 грудня 1999, Перніц) — німецький військовослужбовець австрійського походження, оберфельдфебель вермахту. Кавалер Лицарського хреста Залізного хреста з дубовим листям.

## Біографія
Наприкінці 1938 року вступив у 1-й дивізіон 10-го кінного полку 4-ї легкої дивізії, яка 3 січня 1940 року була перетворена на 9-у танкову. Учасник Польської, Французької і Балканської кампаній, а також Німецько-радянської війни. В 1943 році відзначився у боях під В'язьмою, В 1944 році — під Миколаєвом; командир взводу 1-ї роти 10-го моторизованого полку. В травні 1945 року здався американським військам.

## Нагороди
- Залізний хрест
  - 2-го класу (10 липня 1941)
  - 1-го класу (28 серпня 1941)
- Нагрудний знак «За танкову атаку»
- Медаль «За зимову кампанію на Сході 1941/42»
- Лицарський хрест Залізного хреста з дубовим листям
  - лицарський хрест (8 жовтня 1943)
  - дубове листя (№483; 4 червня 1944)
- Нагрудний знак ближнього бою в сріблі
- Нагрудний знак «За поранення» в сріблі